# Trionfo da tavola
Il trionfo da tavola è una vera e propria scultura ornamentale usata un tempo per abbellire la tavola del convito. Essa può essere realizzata in materiali diversi come la ceramica, la porcellana, il cristallo, il legno, il marmo, le pietre dure, i metalli pregiati; oppure può essere modellata in materiali effimeri come la gelatina, il burro, la cera e particolarmente lo zucchero.
Erano spessi creazioni complesse, che costituivano veri e propri apparati scenici di carattere storico o mitologico.

## Trionfo di zucchero
Esso adornò la tavola delle corti aristocratiche nel corso del Rinascimento. Sculture in merce deperibile, nessuna copia è giunta fino ad oggi. Solo alcuni disegni testimoniano le loro rappresentazioni.

## Trionfo di cristallo
Nel Settecento veneziano, i trionfi da tavola in cristallo godettero di grande notorietà. Essi adornavano le tavole dei dogi durante i festeggiamenti. Realizzati da artigiani specchieri come Giuseppe Briati, le cui fornaci produssero grandi trionfi detti anche deseri: composti di centinaia di pezzi e di varie dimensioni, potevano raggiungere gli otto metri di lunghezza.

## Galleria d'immagini

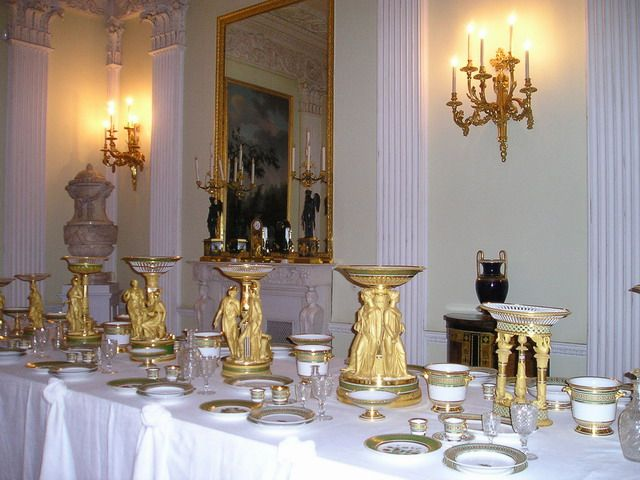
La reggia di Pavlovsk, sala da pranzo.
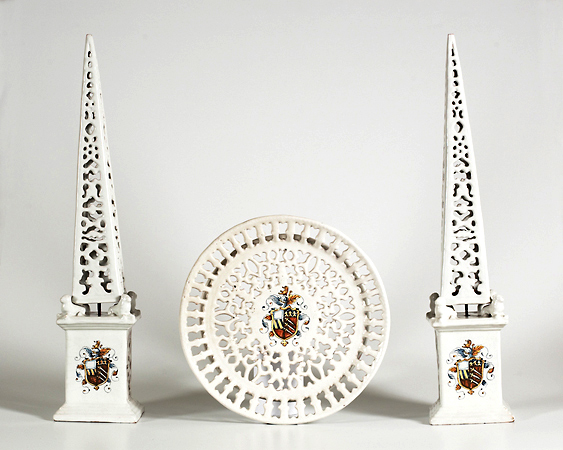
Obelischi e crespina traforati. Faenza fine del XVI secolo.
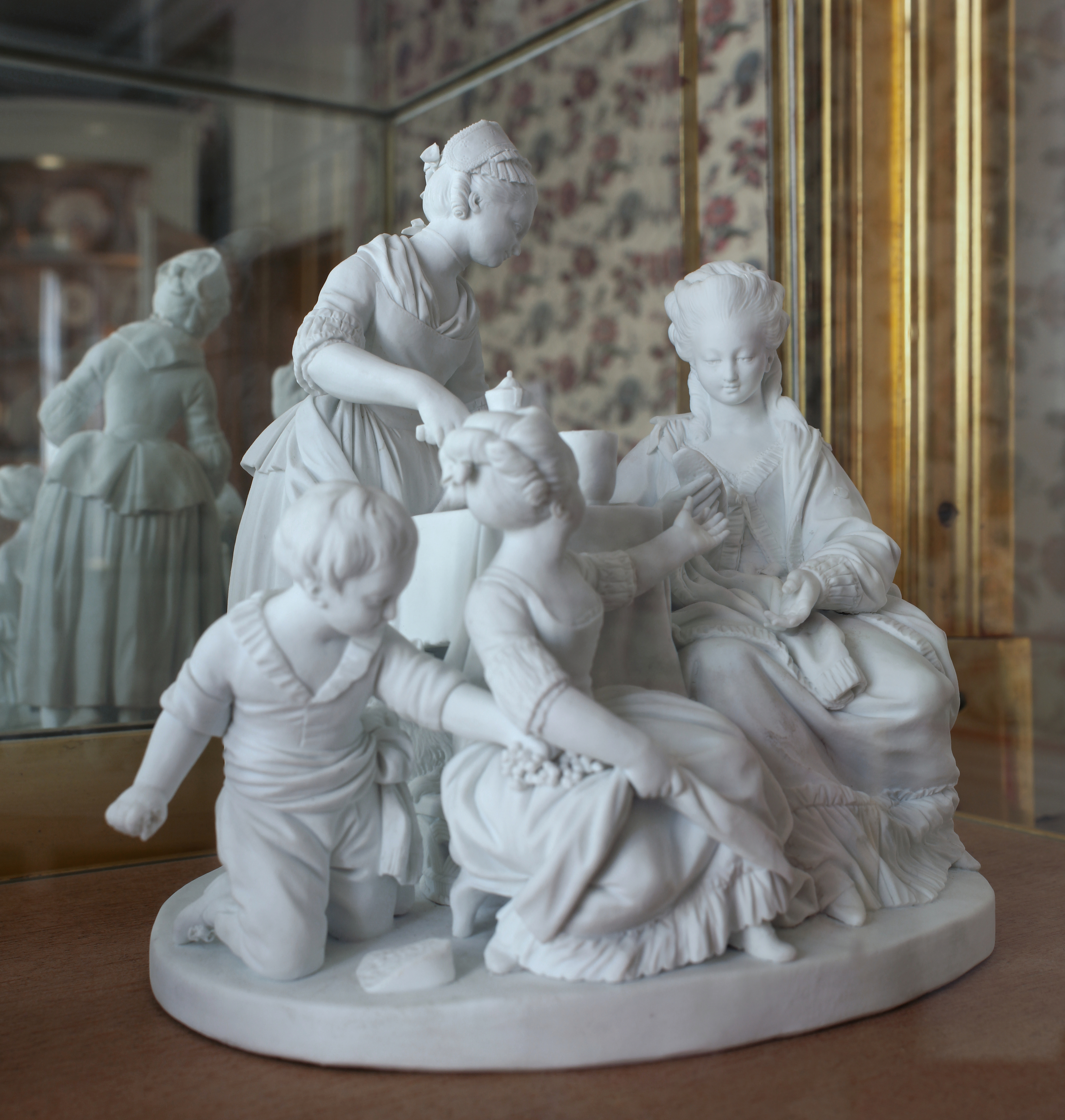
Biscuit de Sèvres - Reggia di Versailles.
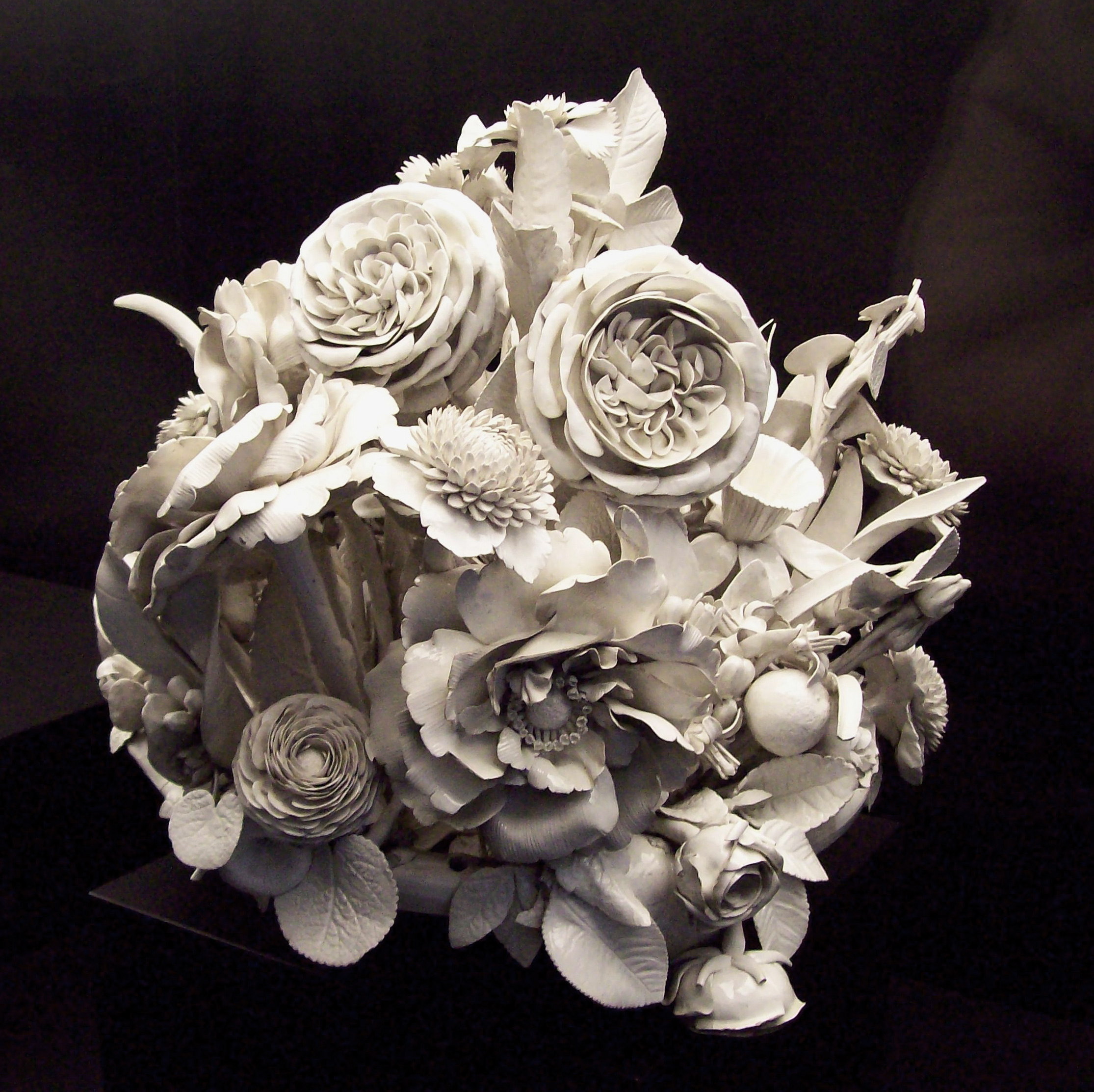
Trionfo floreale, XVIII secolo, della Real Fábrica de Porcelana del Buen Retiro.
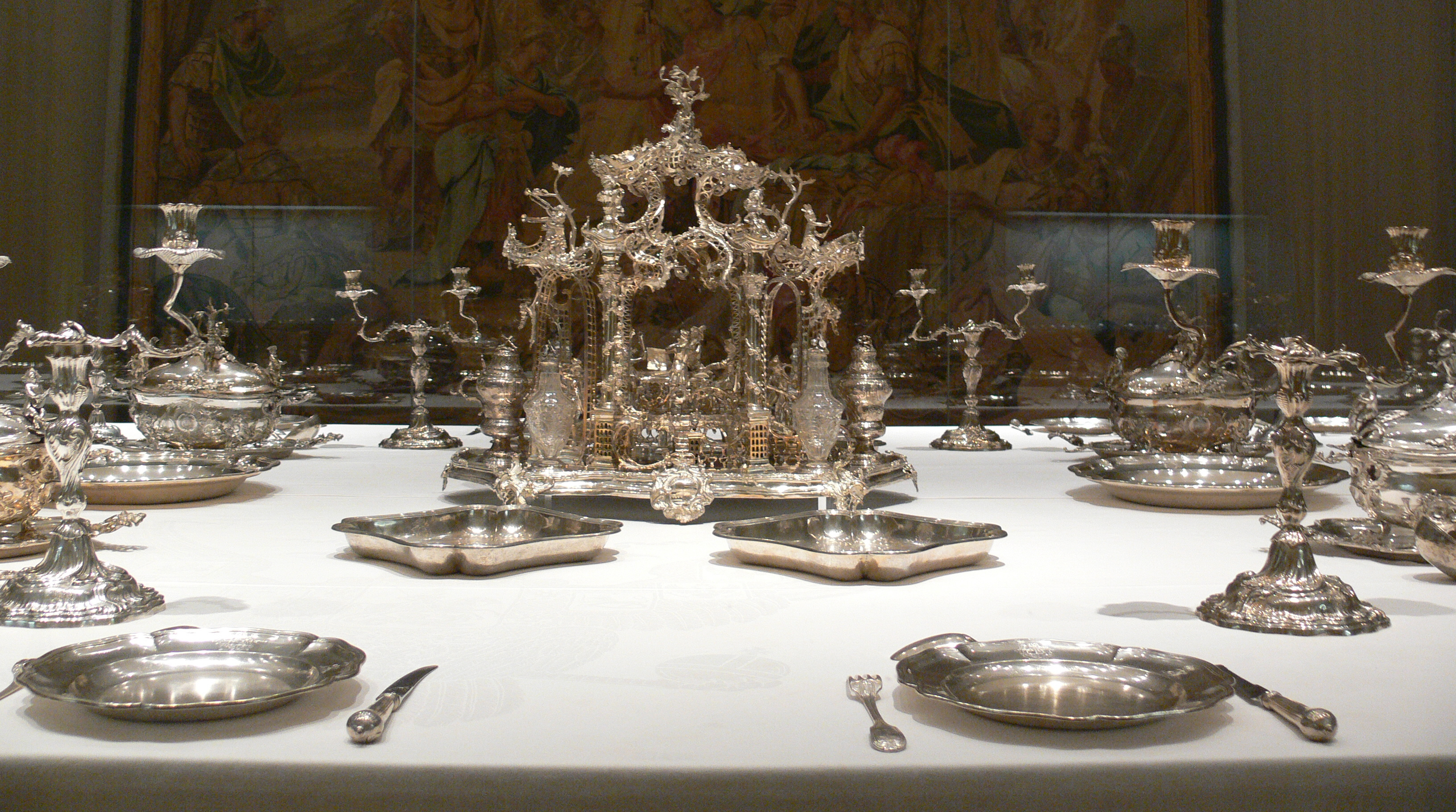
Argenteria tedesca del XVIII secolo - Museo nazionale bavarese.